# 2436 Hatshepsut
A 2436 Hatshepsut (ideiglenes jelöléssel 6066 P-L) a Naprendszer kisbolygóövében található aszteroida. Cornelis Johannes van Houten, Ingrid van Houten-Groeneveld és Tom Gehrels fedezte fel 1960. szeptember 24-én.
A nevét Hatsepszut egyiptomi fáraóról kapta.